# Matolli, Parasgad
Matolli là một làng thuộc tehsil Parasgad, huyện Belgaum, bang Karnataka, Ấn Độ.